# ア・ラ・カルト 役者と音楽家のいるレストラン
『ア・ラ・カルト 役者と音楽家のいるレストラン』（ア・ラ・カルト やくしゃとおんがくかのいるレストラン）は日本の演劇。
1989年12月に演出・吉澤耕一、構成・白井晃、台本・高泉淳子、音楽監督・中西俊博のメンバーで公演が開始された。メンバーや場所などは変わりつつも、2023年には35周年を迎えた。

## 受賞
2009年、第17回スポニチ文化芸術大賞優秀賞を受賞。

## 概略
1989年、青山円形劇場の完全円形オープンスペースで360度どの角度からでも楽しめるという特色を生かし始まった演劇。
クリスマスの夜のフレンチレストラン『ア・ラ・カルト』を舞台に、訪れた客達が繰り広げるドラマを、アラカルト[ （フランス語）a là carte] に例えて描いたオムニバス形式の物語である。
“役者”の白井晃、高泉淳子、陰山泰が様々なキャラクターを演じ、バイオリニスト中西俊博を音楽監督として迎え、“音楽家”の生演奏と共に芝居が進行された。
1999年からはゲスト出演者（visitor）が参加することによりストーリー展開の幅が広がった。
主催はこどもの城。1989年の初演以来、毎年末恒例の上演を記録し、東京・大阪併せ、丸1ヶ月の公演となっている。
フレンチレストランの開店から閉店までを舞台に、男と女の恋愛や家族にまつわる情景のショート・ショートを単品料理に例え、各エピソードをコース料理の提供順に準えて綴る。「役者と音楽家の…」というサブタイトル通り、ミュージシャンもレストラン専属のバンドとしてこの芝居の重要な役割を占める。
劇中で繰り広げられるエピソードの中には馴染みのキャラクターが来店し、お馴染みのやり取りをコメディータッチを交えて繰り広げたり、ショータイムと呼ばれるコーナーにて、各出演者がそれぞれ意外な一面を見せるキャラクターに化けての登場とシャンソン、JAZZ、POPS、ダンスなどを織り交ぜ舞台に華やかさを添える場面などもあり、この舞台の一番の呼び所となっている。
ではショータイムで登場するキャラクターに花束を渡す客の増加が著しく、2006年より「フラワーボーイズ」と称したギャルソン達が会場の花を回収するようになる（2007年にはvisitorの筒井道隆も若葉マークを携えて参加）。
20周年である2008年は、ショータイムの内容を充実させる目的と、花束を手渡す事の習慣化に対して、劇中の登場人物名義で「手ぶらでお越しください」と事前告知され、間接的花束規制が入る。
舞台がフレンチレストランである事にちなみ、協賛企業の協力により夜の部の休憩時間にはワインのフリードリンクが慣例になっていたが、2006年12月15日公演より、社会事情（飲酒運転撲滅運動など）を反映し、ワインのフリードリンク提供を自主規制。フリーの提供はソフトドリンクに切り替わり、ワインは有料制となった。
2009年、【第17回スポニチ文化芸術大賞】昨年で20周年となった音楽劇『ア・ラ・カルト』は優秀賞を受賞。受賞理由は以下の通り。
「1989年に“開店”。当初は6日間の公演だったが、客足が絶えず2年後には3週間、20周年記念の昨年は1カ月にまで公演が延びた。その人気ぶりと、ほぼ同じメンバーで20年間、上演してきた“演劇魂”で優秀賞。」
2010年には『ア・ラ・カルト2』としてリニューアルオープンした。
この『ア・ラ・カルト2』では、当初からのメンバーであった白井晃、陰山泰は08年の20周年公演をもって卒業という形となり、新たにパントマイマー山本光洋、本多愛也の二名の役者を得て、新装開店となった。
2010年から中山祐一朗、2016年から釆澤靖起が加入。
2019年からはライブショーの要素が濃くなった『僕のフレンチ』をeplus LIVING ROOM CAFE & DININGで上演。2020年はコロナ禍のため、無観客配信が実施された。
2023年はeplus LIVING ROOM CAFE & DININGの閉店に伴い、I’M A SHOWで35周年となる à la carte 35th Anniversary『僕のフレンチ -special menu-』が上演された。

## 出演者
- 高泉淳子
- 山本光洋（ア・ラ・カルト2〈2010年〉から）
- 本多愛也（ア・ラ・カルト2〈2010年〉から）
- 白井晃（20周年公演で引退）
- 陰山泰（20周年公演で引退）
- 中山祐一朗（2010年から）
- 采澤靖起（2016年から）

### ゲスト出演者
Visitorと呼ばれる。
2008年公演のMCコーナーでマダムジュジュが「11年目からゲストをお呼びしたのよね」と発言したが、1990年には花組芝居座長加納幸和がゲスト出演している事から、正式にVisitor制度を設けたのは11年目となる1999年公演とされる。

## 公演場所・日時

### 1980年  - 1999年
| タイトル                                    | 公演年 | 日            | 場所                   | ゲスト   | 演奏者                                                                                        | 備考等 |
| ------------------------------------------- | ------ | ------------- | ---------------------- | -------- | --------------------------------------------------------------------------------------------- | ------ |
| ア・ラ・カルト 役者と音楽家のいるレストラン | 1989年 | 12月21 - 29日 | 青山円形劇場           | -        | 中西俊博（v） 西直樹（pf） 高桑英世（fl）                                                     | [ 1 ]  |
| ア・ラ・カルト 役者と音楽家のいるレストラン | 1990年 | 12月23 - 26日 | 青山円形劇場           | 加納幸和 | 中西俊博（v） 宮野弘紀（g） 西直樹（pf） 早川哲也（b） 久米雅之（ds&perc）                    |        |
| ア・ラ・カルト 役者と音楽家のいるレストラン | 1990年 | 12月29 - 30日 | アイ・ホール           | 加納幸和 | 中西俊博（v） 宮野弘紀（g） 西直樹（pf） 早川哲也（b） 久米雅之（ds&perc）                    |        |
| ア・ラ・カルト 役者と音楽家のいるレストラン | 1991年 | 2月19 - 26日  | 青山円形劇場           | -        | 中西俊博（v） 細野義彦（g） 西直樹（pf） 早川哲也（b）                                        | [ 4 ]  |
| ア・ラ・カルト 役者と音楽家のいるレストラン | 1991年 | 12月28 - 29日 | 近鉄アート館           | -        | 中西俊博（v） 細野義彦（g） 西直樹（pf） 早川哲也（b）                                        | [ 4 ]  |
| ア・ラ・カルト 役者と音楽家のいるレストラン | 1992年 | 12月20 - 26日 | 青山円形劇場           | -        | 中西俊博（v） 細野義彦（g） 北島直樹（pf） 早川哲也（b）                                      | [ 5 ]  |
| ア・ラ・カルト 役者と音楽家のいるレストラン | 1992年 | 12月28 - 29日 | 近鉄アート館           | -        | 中西俊博（v） 細野義彦（g） 北島直樹（pf） 早川哲也（b）                                      | [ 5 ]  |
| ア・ラ・カルト 役者と音楽家のいるレストラン | 1993年 | 12月21 - 26日 | 青山円形劇場           | -        | 中西俊博（v） 細野義彦（g） 北島直樹（pf23・25日以外） 栗本修（pf23・25日のみ） 早川哲也（b） | [ 6 ]  |
| ア・ラ・カルト 役者と音楽家のいるレストラン | 1993年 | 12月28 - 29日 | 近鉄アート館           | -        | 中西俊博（v） 細野義彦（g） 北島直樹（pf23・25日以外） 栗本修（pf23・25日のみ） 早川哲也（b） | [ 6 ]  |
| ア・ラ・カルト 役者と音楽家のいるレストラン | 1994年 | 12月21 - 26日 | 青山円形劇場           | -        | 中西俊博（v） 古川昌義（g） 北島直樹（pf1月13日以外） 栗本修（pf1月13日のみ） 早川哲也（b）   |        |
| ア・ラ・カルト 役者と音楽家のいるレストラン | 1994年 | 12月28 - 29日 | 近鉄アート館           | -        | 中西俊博（v） 古川昌義（g） 北島直樹（pf1月13日以外） 栗本修（pf1月13日のみ） 早川哲也（b）   |        |
| ア・ラ・カルト 役者と音楽家のいるレストラン | 1995年 | 1月13 - 14日  | 仙台市民会館小ホール   | -        | 中西俊博（v） 古川昌義（g） 北島直樹（pf1月13日以外） 栗本修（pf1月13日のみ） 早川哲也（b）   |        |
| ア・ラ・カルト 役者と音楽家のいるレストラン | 1995年 | 12月15 - 25日 | 青山円形劇場           | -        | 中西俊博（v） 古川昌義（g） 北島直樹（pf） 早川哲也（b）                                      |        |
| ア・ラ・カルト 役者と音楽家のいるレストラン | 1995年 | 12月28 - 29日 | 近鉄アート館           | -        | 中西俊博（v） 古川昌義（g） 北島直樹（pf） 早川哲也（b）                                      |        |
| ア・ラ・カルト 役者と音楽家のいるレストラン | 1996年 | 1月10 - 11日  | 仙台市青年文化センター | -        | 中西俊博（v） 古川昌義（g） 北島直樹（pf） 早川哲也（b）                                      |        |
| ア・ラ・カルト 役者と音楽家のいるレストラン | 1996年 | 1月14 - 15日  | 共済ホール（札幌）     | -        | 中西俊博（v） 古川昌義（g） 北島直樹（pf） 早川哲也（b）                                      |        |
| ア・ラ・カルト 役者と音楽家のいるレストラン | 1996年 | 2月14日       | 三鷹市芸術文化センター | -        | 中西俊博（v） 古川昌義（g） 北島直樹（pf） 早川哲也（b）                                      |        |
| ア・ラ・カルト 役者と音楽家のいるレストラン | 1996年 | 12月15 - 26日 | 青山円形劇場           | -        | 中西俊博（v） 古川昌義（g） 北島直樹（pf） 早川哲也（b）                                      |        |
| ア・ラ・カルト 役者と音楽家のいるレストラン | 1996年 | 12月28 - 29日 | 近鉄アート館           | -        | 中西俊博（v） 古川昌義（g） 北島直樹（pf） 早川哲也（b）                                      |        |
| ア・ラ・カルト 役者と音楽家のいるレストラン | 1997年 | 1月11 - 12日  | 道新ホール（札幌）     | -        | 中西俊博（v） 古川昌義（g） 北島直樹（pf） 早川哲也（b）                                      |        |
| ア・ラ・カルト 役者と音楽家のいるレストラン | 1997年 | 1月15 - 16日  | 仙台市青年文化センター | -        | 中西俊博（v） 古川昌義（g） 北島直樹（pf） 早川哲也（b）                                      |        |
| ア・ラ・カルト 役者と音楽家のいるレストラン | 1997年 | 12月10 - 25日 | 青山円形劇場           | -        | 中西俊博（v） 細野義彦（g） 北島直樹（pf） クリス・シルバースタイン（b）                      |        |
| ア・ラ・カルト 役者と音楽家のいるレストラン | 1997年 | 12月28 - 29日 | 近鉄アート館           | -        | 中西俊博（v） 細野義彦（g） 北島直樹（pf） クリス・シルバースタイン（b）                      |        |
| ア・ラ・カルト 役者と音楽家のいるレストラン | 1998年 | 12月9 - 26日  | 青山円形劇場           | -        | 中西俊博（v） 細野義彦（g） 北島直樹（pf） クリス・シルバースタイン（b）                      |        |
| ア・ラ・カルト 役者と音楽家のいるレストラン | 1998年 | 12月29 - 30日 | 近鉄アート館           | -        | 中西俊博（v） 細野義彦（g） 北島直樹（pf） クリス・シルバースタイン（b）                      |        |
| ア・ラ・カルト 役者と音楽家のいるレストラン | 1999年 | 12月9 - 26日  | 青山円形劇場           | 瀧山雪絵 | 中西俊博（v） 細野義彦（g） 北島直樹（pf） クリス・シルバースタイン（b）                      |        |
| ア・ラ・カルト 役者と音楽家のいるレストラン | 1999年 | 12月29 - 30日 | 近鉄アート館           | 瀧山雪絵 | 中西俊博（v） 細野義彦（g） 北島直樹（pf） クリス・シルバースタイン（b）                      |        |

### 2000年  - 2013年
| タイトル                                                             | 公演年 | 日                | 場所                              | ゲスト | 演奏者                                                                                 | 備考等                                |
| -------------------------------------------------------------------- | ------ | ----------------- | --------------------------------- | --- | -------------------------------------------------------------------------------------- | ------------------------------------- |
| ア・ラ・カルト 役者と音楽家のいるレストラン                          | 2000年 | 12月10 - 26日     | 青山円形劇場                      | 平沢智 | 中西俊博（v） 細野義彦（g） 北島直樹（pf） クリス・シルバースタイン（b）               |                                       |
| ア・ラ・カルト 役者と音楽家のいるレストラン                          | 2000年 | 12月29 - 30日     | 近鉄アート館                      | 平沢智 | 中西俊博（v） 細野義彦（g） 北島直樹（pf） クリス・シルバースタイン（b）               |                                       |
| ア・ラ・カルト 役者と音楽家のいるレストラン                          | 2001年 | 12月7 - 26日      | 青山円形劇場                      | 大谷亮介 | 中西俊博（v） 細野義彦（g） 北島直樹（pf） クリス・シルバースタイン（b）               |                                       |
| ア・ラ・カルト 役者と音楽家のいるレストラン                          | 2002年 | 12月6 - 26日      | 青山円形劇場                      | 山崎一 | 中西俊博（v） 細野義彦（g） 北島直樹（pf） クリス・シルバースタイン（b）               | [ 7 ]                                 |
| ア・ラ・カルト 役者と音楽家のいるレストラン                          | 2002年 | 12月29 - 30日     | MIDシアター                       | 山崎一 | 中西俊博（v） 細野義彦（g） 北島直樹（pf） クリス・シルバースタイン（b）               | [ 7 ]                                 |
| ア・ラ・カルト 役者と音楽家のいるレストラン                          | 2003年 | 12月4 - 26日      | 青山円形劇場                      | 羽場裕一 | 中西俊博（v） クリス・シルバースタイン（b） 宮下誠（g） 林正樹（pf）                   |                                       |
| ア・ラ・カルト 役者と音楽家のいるレストラン                          | 2003年 | 12月29 - 31日     | MIDシアター                       | 羽場裕一 | 中西俊博（v） クリス・シルバースタイン（b） 宮下誠（g） 林正樹（pf）                   |                                       |
| ア・ラ・カルト 役者と音楽家のいるレストラン                          | 2004年 | 12月3 - 26日      | 青山円形劇場                      | ROLLY | 中西俊博（v） クリス・シルバースタイン（b） 宮下誠（g） 林正樹（pf）                   |                                       |
| ア・ラ・カルト 役者と音楽家のいるレストラン                          | 2004年 | 12月28 - 31日     | MIDシアター                       | ROLLY | 中西俊博（v） クリス・シルバースタイン（b） 宮下誠（g） 林正樹（pf）                   |                                       |
| ア・ラ・カルト 役者と音楽家のいるレストラン                          | 2005年 | 12月1 - 26日      | 青山円形劇場                      | パトリック・ヌジェ （シャンソン歌手 アコーディオン奏者） | 中西俊博（v） クリス・シルバースタイン（b） 宮下誠（g） 林正樹（pf）                   |                                       |
| ア・ラ・カルト 役者と音楽家のいるレストラン                          | 2005年 | 12月29 - 31日     | 大阪ビジネスパーク 円形ホール     | パトリック・ヌジェ （シャンソン歌手 アコーディオン奏者） | 中西俊博（v） クリス・シルバースタイン（b） 宮下誠（g） 林正樹（pf）                   |                                       |
| ア・ラ・カルト 役者と音楽家のいるレストラン                          | 2006年 | 12月1 - 26日      | 青山円形劇場                      | 石井一孝 | 中西俊博（v） クリス・シルバースタイン（b） 宮下誠（g） 林正樹（pf）                   | [ 8 ]                                 |
| ア・ラ・カルト 役者と音楽家のいるレストラン                          | 2006年 | 12月29 - 31日     | 大阪ビジネスパーク 円形ホール     | 石井一孝 | 中西俊博（v） クリス・シルバースタイン（b） 宮下誠（g） 林正樹（pf）                   | [ 8 ]                                 |
| ア・ラ・カルト 役者と音楽家のいるレストラン                          | 2007年 | 11月30 - 12月26日 | 青山円形劇場                      | 筒井道隆 | 中西俊博（v） クリス・シルバースタイン（b） 竹中俊二（g） 林正樹（pf）                 |                                       |
| ア・ラ・カルト 役者と音楽家のいるレストラン                          | 2007年 | 12月29 - 31日     | 大阪ビジネスパーク 円形ホール     | 筒井道隆 | 中西俊博（v） クリス・シルバースタイン（b） 竹中俊二（g） 林正樹（pf）                 |                                       |
| ア・ラ・カルト 役者と音楽家のいるレストラン                          | 2008年 | 11月21 - 12月26日 | 青山円形劇場                      | 羽場裕一 ROLLY（一部公演のみ） | 中西俊博（v） クリス・シルバースタイン（b） 竹中俊二（g） 林正樹（pf）                 | [ 9 ]                                 |
| ア・ラ・カルト 役者と音楽家のいるレストラン                          | 2008年 | 12月29 - 31日     | 大阪ビジネスパーク 円形ホール     | 羽場裕一 ROLLY（一部公演のみ） | 中西俊博（v） クリス・シルバースタイン（b） 竹中俊二（g） 林正樹（pf）                 | [ 9 ]                                 |
| おしゃべりなレストラン ア・ラ・カルト リニューアルオープン 準備中 ～ | 2009年 | 12月8 - 25日      | 青山円形劇場                      | |                                                                                        |                                       |
| おしゃべりなレストラン ア・ラ・カルト2                               | 2010年 | 12月4 - 26日      | 青山円形劇場                      | ［レギュラーゲスト］ 中山祐一朗 ［日替わりゲスト］ 川平慈英（12月4・5日） 近藤良平（7-9日） 今拓哉（10-12日） 篠井英介（14・15日） 巻上公一（16・17日） 山寺宏一（18・19日） 今井清隆（21-23日） ROLLY（24-26日） |                                                                                        | [ 10 ]                                |
| おしゃべりなレストラン ア・ラ・カルト2                               | 2011年 | 12月3日 - 25日    | 青山円形劇場                      | 池田鉄洋 近藤良平 篠井英介 春風亭昇太 山寺宏一 | 中西俊博（violin） クリス・シルバースタイン（bass） 竹中俊二（guitar） 林正樹（piano） | 高泉淳子 山本光洋 本多愛也 中山祐一朗 |
| おしゃべりなレストラン ア・ラ・カルト2                               | 2011年 | 12月28日          | 兵庫県立芸術文化センター 中ホール | 石井一孝 | 中西俊博（violin） クリス・シルバースタイン（bass） 竹中俊二（guitar） 林正樹（piano） | 高泉淳子 山本光洋 本多愛也 中山祐一朗 |
| おしゃべりなレストラン ア・ラ・カルト2                               | 2012年 | 12月7 - 25日      | 青山円形劇場                      | 池田鉄洋 春風亭昇太 ROLLY | 中西俊博（violin） クリス・シルバースタイン（bass） 竹中俊二（guitar） 林正樹（piano） | [ 12 ] [ 13 ]                         |
| おしゃべりなレストラン ア・ラ・カルト2                               | 2012年 | 12月29日          | 兵庫県立芸術文化センター 中ホール | 池田鉄洋 春風亭昇太 ROLLY | 中西俊博（violin） クリス・シルバースタイン（bass） 竹中俊二（guitar） 林正樹（piano） | [ 12 ] [ 13 ]                         |
| ア・ラ・カルト2 ～役者と音楽家のいるレストラン Final                 | 2013年 | 12月6 - 26日      | 青山円形劇場                      | 池田鉄洋 篠井英介 春風亭昇太 ROLLY |                                                                                        | [ 14 ] [ 15 ]                         |

### 2014年 -
| 公演年 | タイトル | 日                         | 場所                                                      | 出演者                                                   | ゲスト | 演奏者                                                                                              | 備考等               |
| ------ | --- | -------------------------- | --------------------------------------------------------- | -------------------------------------------------------- | --- | --------------------------------------------------------------------------------------------------- | -------------------- |
| 2014年 | 高泉淳子&ROLLY&中西俊博 『ア・ラ・カルト』Special Live                                                                                                  | 3月1日                     | 近鉄アート館                                              |                                                          | | |                      |
| 2014年 | 『ア・ラ・カルト』アンコール 役者と音楽家のいるレストラン                                                                                               | 12月18日 - 26日            | 青山円形劇場                                              |                                                          | | | [ 16 ]               |
| 2014年 | 『ア・ラ・カルト』アンコール 役者と音楽家のいるレストラン                                                                                               | 12月29日・30日             | 近鉄アート館                                              |                                                          | | |                      |
| 2015年 | Reading Live Show 『アンゴスチュラ･ビターズな君へ』 | 2月                        | 東京文化会館                                              |                                                          | | | [ 17 ]               |
| 2015年 | Reading Live Show 『アンゴスチュラ･ビターズな君へ』 | 8月21日 - 23日             | シアターコクーン                                          |                                                          | ゲスト 三谷幸喜（22日） 山寺宏一（23日）                                                                                               | | [ 17 ]               |
| 2015年 | ア･ラ･カルト ～LIVE SHOW～ 役者と音楽家のいるレストラン                                                                                                 | 12月29日 - 30日            | 近鉄アート館                                              | 高泉淳子 山本光洋                                        | ROLLY | 中西俊博 竹中俊二 ブレント・ナッシー パトリック・ヌジェ                                             | [ 18 ]               |
| 2016年 | 移動レストラン ア・ラ・カルト －美味しいものは心を動かすところにある                                                                                    | 12月16日 - 26日            | 東京芸術劇場 シアターイースト                             | 高泉淳子 山本光洋 釆澤靖起                               | 日替わりゲスト 池田鉄洋 近藤良平 春風亭昇太 三谷幸喜 山田晃士 ROLLY                                                                    | 中西俊博（vl） 竹中俊二（g） ブレント・ナッシー（b） ゲストミュージシャン パトリック・ヌジェ（acc） | [ 19 ] [ 20 ]        |
| 2016年 | 移動レストラン ア・ラ・カルト －美味しいものは心を動かすところにある                                                                                    | 12月28日・29日             | 近鉄アート館                                              | 高泉淳子 山本光洋 釆澤靖起                               | 日替わりゲスト 池田鉄洋 近藤良平 春風亭昇太 三谷幸喜 山田晃士 ROLLY                                                                    | 中西俊博（vl） 竹中俊二（g） ブレント・ナッシー（b） ゲストミュージシャン パトリック・ヌジェ（acc） | [ 19 ] [ 20 ]        |
| 2017年 | 高泉淳子 Jazz & Voice Reading Live Show - 風味体感レストラン恋物語 –                                                                                    | 8月8日・9日                | コットンクラブ                                            | 高泉淳子（vo,voice） 釆澤靖起（voice） 清水明彦（voice） | | 有田純弘（g,mandolin） パトリック・ヌジェ（accor,vo） ブレント・ナッシー（b） 三井大生 （vin）      | [ 21 ]               |
| 2017年 | 移動レストラン ア・ラ・カルト Live Show ～美味しいものは心を動かすところにある～                                                                        | 12月12日 - 21日            | モーション・ブルー・ヨコハマ                              | 高泉淳子 山本光洋 中山祐一朗 釆澤靖起                    | 日替わりゲスト 尾上菊之丞 篠井英介 春風亭昇太 高橋源一郎 舘形比呂一 レ・ロマネスクTOBI ROLLY                                           | 中西俊博（vl) 竹中俊二（G） パトリック・ヌジェ（Acc.） ブレント・ナッシー（B）                      | [ 22 ]               |
| 2017年 | 移動レストラン ア・ラ・カルト Live Show ～美味しいものは心を動かすところにある～                                                                        | 12月29日・30日             | 近鉄アート館                                              | 高泉淳子 山本光洋 中山祐一朗 釆澤靖起                    | 日替わりゲスト 尾上菊之丞 篠井英介 春風亭昇太 高橋源一郎 舘形比呂一 レ・ロマネスクTOBI ROLLY                                           | 中西俊博（vl) 竹中俊二（G） パトリック・ヌジェ（Acc.） ブレント・ナッシー（B）                      | [ 22 ]               |
| 2018年 | 移動レストラン ア・ラ・カルト ～美味しいものは心を動かすところにある 30th anniversary～                                                                 | 12月14日 - 26日            | 東京芸術劇場 シアターイースト                             | 高泉淳子 山本光洋 中山祐一朗 釆澤靖起                    | 尾上菊之丞 篠井英介 春風亭昇太 高橋源一郎 舘形比呂一 TOBI（レ・ロマネスク） ROLLY                                                      | 中西俊博（vl) 竹中俊二（G） パトリック・ヌジェ（Acc.） ブレント・ナッシー（B）                      | [ 23 ] [ 24 ] [ 25 ] |
| 2018年 | 移動レストラン ア・ラ・カルト ～美味しいものは心を動かすところにある 30th anniversary～                                                                 | 12月28日・29日             | 近鉄アート館                                              | 高泉淳子 山本光洋 中山祐一朗 釆澤靖起                    | ROLLY | 中西俊博（vl) 竹中俊二（G） パトリック・ヌジェ（Acc.） ブレント・ナッシー（B）                      | [ 23 ] [ 24 ] [ 25 ] |
| 2019年 | 僕のフレンチ～ ア・ラ・カルト公認レストラン～ | 12月10日                   | eplus LIVING ROOM CAFE＆DINING                            | 高泉淳子 釆澤靖起                                        | 日替わりゲスト 近藤良平 篠井英介 春風亭昇太 ダイアモンド☆ユカイ タブレット純 山本光洋 TOBI（レ・ロマネスク） ROLLY                     | 中西俊博（vl) 竹中俊二（G） パトリック・ヌジェ（Acc.） ブレント・ナッシー（B）                      | [ 26 ]               |
| 2020年 | 移動レストラン『ア・ラ・カルト』 ～だったのですが、こんな状況なので今年は 『僕のフレンチ』を配信させていただきます。by高橋～                            | 12月21日・22日・26日・27日 | eplus LIVINGROOM CAFE & DINING 無観客配信                 | 高泉淳子 山本光洋 釆澤靖起                               | 春風亭昇太 ダイアモンド☆ユカイ TOBI（レ・ロマネスク） ROLLY                                                                            | 中西俊博（vl) 竹中俊二（G） パトリック・ヌジェ（Acc.） ブレント・ナッシー（B）                      | [ 27 ] [ 28 ] [ 29 ] |
| 2021年 | ジャズ風味・恋する夏のレストラン | 7月25日                    | JZ Brat                                                   | 高泉淳子 （vo/act）                                      | ダイヤモンド☆ユカイ（vo/act） | パトリック・ヌジェ（vo/acc） 有田純弘（g） 竹中俊二（g） ブレント・ナッシー（b）                    | [ 30 ]               |
| 2021年 | ア・ラ・カルト Special 『僕のフレンチ』 − まだまだ油断できない状況。 なのでどう転んでもリスクの少ないこの僕が、 今年もお店をやらせて頂きます。by 高橋 − | 12月23日 - 26日            | eplus LIVING ROOM CAFE & DINING 有観客配信 （Streaming+） | 高泉淳子 山本光洋 釆澤靖起                               | 春風亭昇太 ダイアモンド☆ユカイ レ・ロマネスク TOBI ROLLY                                                                               | 竹中俊二（g） 佐藤芳明（acc） ブレント･ナッシー（b） 中西俊博（vl）                                 | [ 31 ] [ 32 ]        |
| 2022年 | ア･ラ･カルト公認レストラン 『僕のフレンチ』 ～レストランは人なり～                                                                                      | 12月19日 - 26日            | eplus LIVING ROOM CAFE & DINING                           | 高泉淳子 山本光洋 中山祐一朗                             | 春風亭昇太（19日、21日） 尾上菊之丞（20日） ダイアモンド☆ユカイ（22日） レ･ロマネスクTOBI（23日、25日） 篠井英介（24日） ROLLY（26日） | 竹中俊二（g） 佐藤芳明（acc） ブレント･ナッシー（b） 中西俊博（vl）                                 | [ 33 ]               |
| 2023年 | à la carte 35th Anniversary 『僕のフレンチ -special menu-』                                                                                             | 12月19日 - 22日            | I'M A SHOW                                                | 高泉淳子 山本光洋 采澤靖起 中山祐一朗                    | 春風亭昇太（19日） 篠井英介（20日） 尾上菊之丞（21日） ダイアモンド☆ユカイ（22日）                                                     | 竹中俊二（g） 佐藤芳明（acc） ブレント･ナッシー（b） 中西俊博（vl）                                 | [ 34 ] [ 2 ]         |

## 書籍
- 高泉淳子『アンゴスチュラ・ビターズな君へ』平凡社、2008年。ISBN 978-4-582-83418-5。